# Monett (Missouri)

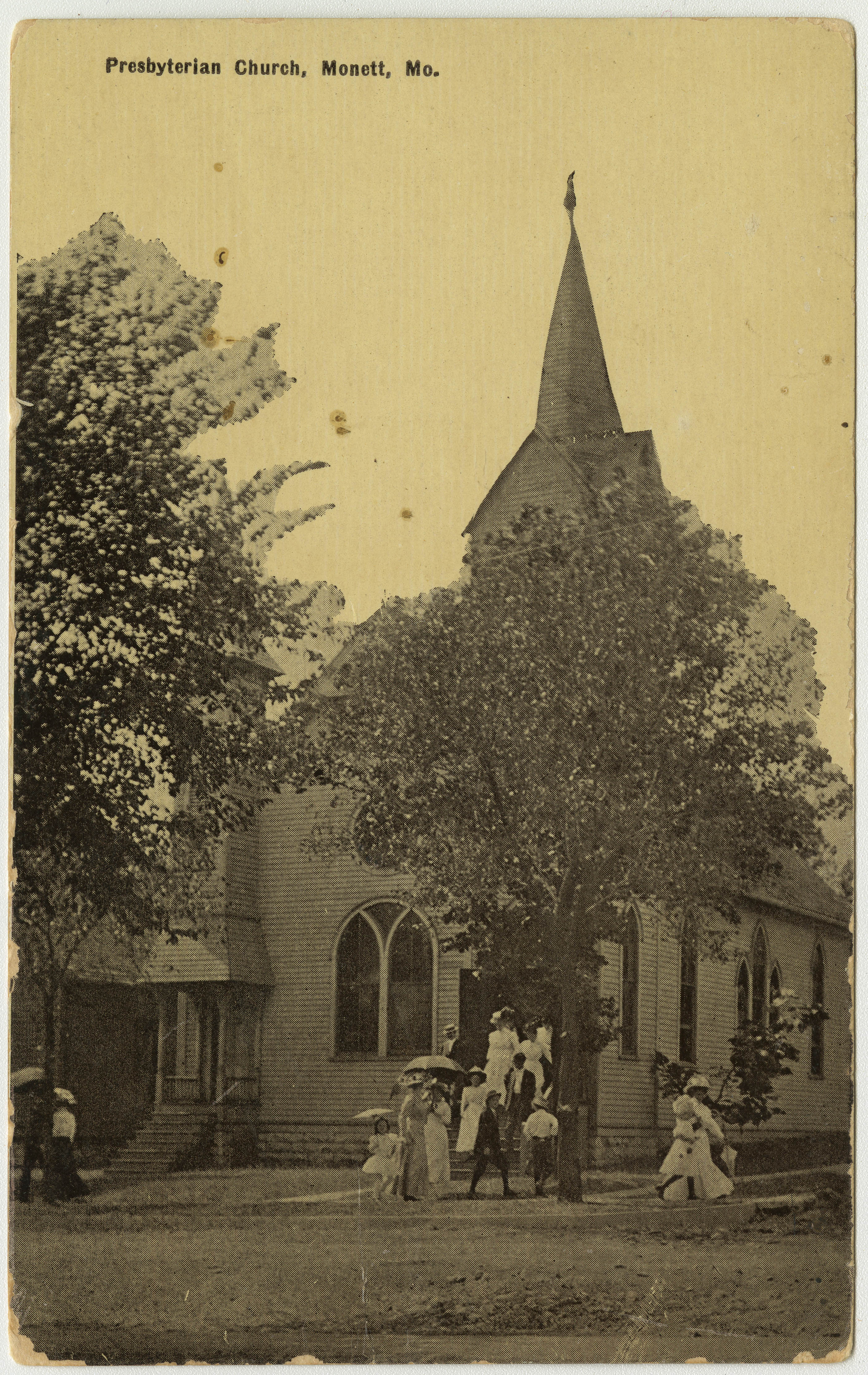

Monett – miasto w Stanach Zjednoczonych, w stanie Missouri, w hrabstwie Barry.